# ایستگاه قطار شهری نبوت
ایستگاه قطار شهری نبوت یکی از ایستگاه‌های خط ۲ قطار شهری مشهد است که در بخش غربی مشهد تقاطع خیابان مقداد و بلوار طبرسی جنوبی قرار دارد. در ده ماه اول سال ۱۳۹۶، ایستگاه نبوت دومین ایستگاه پرتردد خط ۲ مترو بود.
در ایستگاه نبوت امکاناتی از جمله کافه‌ها، فروشگاه‌های کوچک و کیوسک‌ها برای خرید و استراحت مسافران در نظر گرفته شده است.
ایستگاه نبوت تجهیزات ویژه‌ای برای معلولین و افرادی که نیاز به دسترسی آسان دارند، در نظر گرفته است. این تجهیزات شامل آسانسورها و مسیرهای دسترسی مناسب می‌شود.
ساعت‌های کار ایستگاه‌های قطار شهری مشهد  از ساعت ۵/۵ صبح تا ۱۱ شب فعال است.